# 亚历山大·爱尔兰
亚历山大·爱尔兰（英語：Alexander Ireland，1901年4月10日—1966年1月25日），英国男子拳击运动员，1922年成为职业选手。他曾代表英国参加1920年夏季奥林匹克运动会拳击比赛，获得男子沉量级银牌。